# Gioan Maria Vianney
Gioan Maria Viannê (tiếng Pháp: Jean-Baptiste-Marie Vianney) (8 tháng 5 năm 1786 - 4 tháng 8 năm 1859) là một linh mục người Pháp, làm cha sở (linh mục trông coi giáo xứ) vùng Ars-sur-Formans, Pháp, được Giáo hoàng Piô XI phong Thánh năm 1925 và được Giáo hội Công giáo tôn vinh là thánh bổn mạng của các linh mục. Ông thường được gọi là "Cha sở họ đạo Ars". Ông được mọi người biết đến như một vị linh mục và mục vụ trong giáo xứ của mình với tinh thần chuyển đổi triệt để của cộng đồng và môi trường xung quanh. Cuộc sống thánh thiện và sự dấn thân của ông với sự chịu thống khổ, nghi thức không thay đổi trong bí tích giải tội được Giáo hội Công giáo tôn vinh như những thuộc tính Công giáo.
Nhân kỷ niệm 150 năm ngày mất của ông, Giáo hoàng Biển Đức XVI đã ban hành "Năm Linh mục" từ ngày 19 tháng 6 năm 2009 đến 19 tháng 6 năm 2010 như một cơ hội thắt chặt sự hiệp thông giữa linh mục và giáo dân và nâng cao ý thức trách nhiệm của các mục tử (người dẫn dắt giáo dân). Và Giáo hoàng Biển Đức XVI đã đặt Thánh Gioan Maria Vianey làm quan thầy các linh mục.

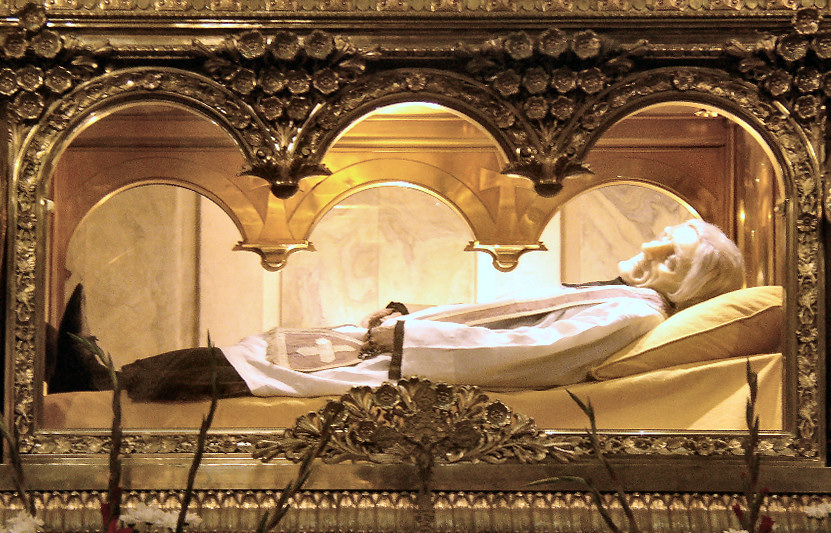
Thân xác không hư nát của thánh Gioan Maria Vianney trong hòm mộ phía sau cao hơn bàn thờ chính ở nhà thờ chính tòa Ars, Pháp.